# G.Vaderahalli, Holalkere
G.Vaderahalli là một làng thuộc tehsil Holalkere, huyện Chitradurga, bang Karnataka, Ấn Độ.